# Botos Karolina
Pályné Botos Karolina (1811. – Kolozsvár, 1843. december 14.) énekes, színésznő. Pály Elek felesége.

## Pályakép
Polgári családból származott. Borsos Klárival együtt lépett színpadra 1820 táján Kolozsvárott, ahol Gross Péter énekiskoláját látogatta és  1824-ben Déryné Széppataki Róza meghívására csatlakozott a társulathoz, miután szép hangja volt. 1828-ban házasságot kötött Pály Elek (1797–1846) színésszel. Férjével ment Kassára, Budára, majd visszatért Kolozsvárra. 1837. október 26-án fellépett a Nemzeti Színházban a »Borgia Lucretia« c. drámában. Vörösmarty Mihály az »Athenaeum«-ban szigorú kritikát írt róla, mondván: »tartásábán s mozgásaiban semmi élet, semmi könnyűség, fesztelenség; beszédében, szavalásában egy szikra természet sincs. A nyelv, melyet ő beszél, nem emberi, olyan, mintha madár tanulta volna el, mely a tanultból természetes hangjába gyakran visszaesik.« 1841-ben a »Honművész« (44. szám.) ezt a kritikát közli róla: »vándor színésztársaságnál egy nagyon is jelesen alkalmazható nő, drámai személyzetben, vígjátékban néműleg ha szintén nem is mindig, de kielégítő; az eddig itt voltakat túléri s még énekel is. Hangja ugyan nem elragadó, hatásos, erőtelen, néhol gyenge, de kedves, sima, elömlő.« 1843-ban már nem játszhatott, mert 42 hétig beteg volt. Felsegítésére december 3-án előadást tartottak a kolozsvári színházban, nemsokára rá december 14-én meghalt vízibetegségben.

## Színházi szerepei
- Ruzitska J.: Béla futása – Mária királyné
- Dalayrac: Két szó – Néma lány